# Somogyi Ferenc (politikus)
Somogyi Ferenc (Hartkirchen, Ausztria, 1945. szeptember 1. – 2021. március 30.) magyar politikus, diplomata, külügyminiszter (2004–2006), a Magyar Köztársaság washingtoni nagykövete (2007–2009).

## Tanulmányai és családja
Nős, első feleségétől egy lánya.
Tanulmányait a Marx Károly Közgazdaságtudományi Egyetemen végezte, nemzetközi kapcsolatok szakon. Egyetemi doktori címet szerzett világgazdaságtanból.
A budapesti Századvég Politikai Főiskola nemzetközi politika szakát is végezte.

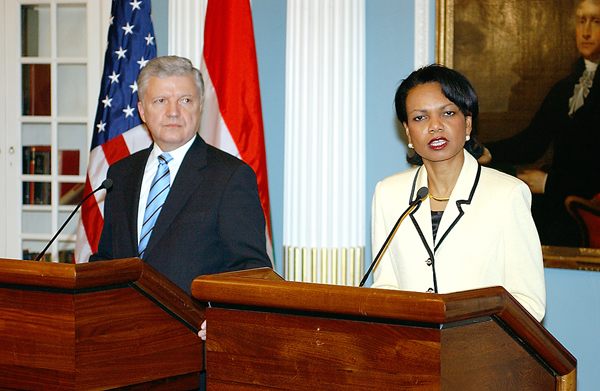
Somogyi és Condoleezza Rice egy közös sajtótájékoztatón, 2005. április 1-jén

## Diplomáciai tevékenysége
1968 és 1969 között a Külügyminisztérium előadója, majd a rangúni (Mianmar), ill. a lagosi (Nigéria) követség munkatársa. 1973 és 1980 a Külügyminisztérium főelőadója. 1980-tól a New York-i állandó ENSZ-képviselő helyettese. 1984-ben a Külügyminisztérium nemzetközi szervezetek főosztályvezetője.
2007 és 2009 között Magyarország washingtoni nagykövete volt.

## Közigazgatási és politikai tevékenysége
1989 és 1990 között a Külügyminisztériumban államtitkár. 1990 és 1991, ill. 1994 és 1996 között közigazgatási államtitkár, utána az integrációs titkárság vezetője. 1997-ben a NATO-tárgyalások vezetője, 1998-ban rövid ideig Európai Unió-főtárgyaló.
Gyurcsány Ferenc miniszterelnök (MSZP) 2004-ben őt jelölte ki az EU-biztossá kinevezett Kovács László helyére külügyminiszternek. Miniszteri esküjét 2004. november 2-án tette le. Az MSZP 2006-os választási győzelme után nem kapott miniszteri feladatot. Utóda Göncz Kinga lett.

## Üzleti tevékenysége
1998 óta a Matáv Rt. integrációs igazgatója volt, 2001-ben a szkopjei Stonebridge Communications AD vezérigazgatója.

## Civil tevékenysége
1998 és 2003 között a Magyar Atlanti Tanács, 2000 és 2003 között pedig az Atlanti Szervezetek Társaságának alelnöke.

## Díjai
- A Magyar Köztársasági Érdemrend középkeresztje (1995)
- A Magyar Köztársasági Érdemrend középkeresztje a csillaggal (2002)

## Külső hivatkozások
- A Wikimédia Commons tartalmaz Somogyi Ferenc témájú kategóriát.
- Somogyi Ferenc életrajza az amerikai nagykövetség honlapján
- Somogyi Ferenc a vokscentrum.hu honlapján

| Elődje: Kovács László | Magyarország külügyminisztere 2004. november 1. – 2006. június 8. | Utódja: Göncz Kinga |